# 搾取工場

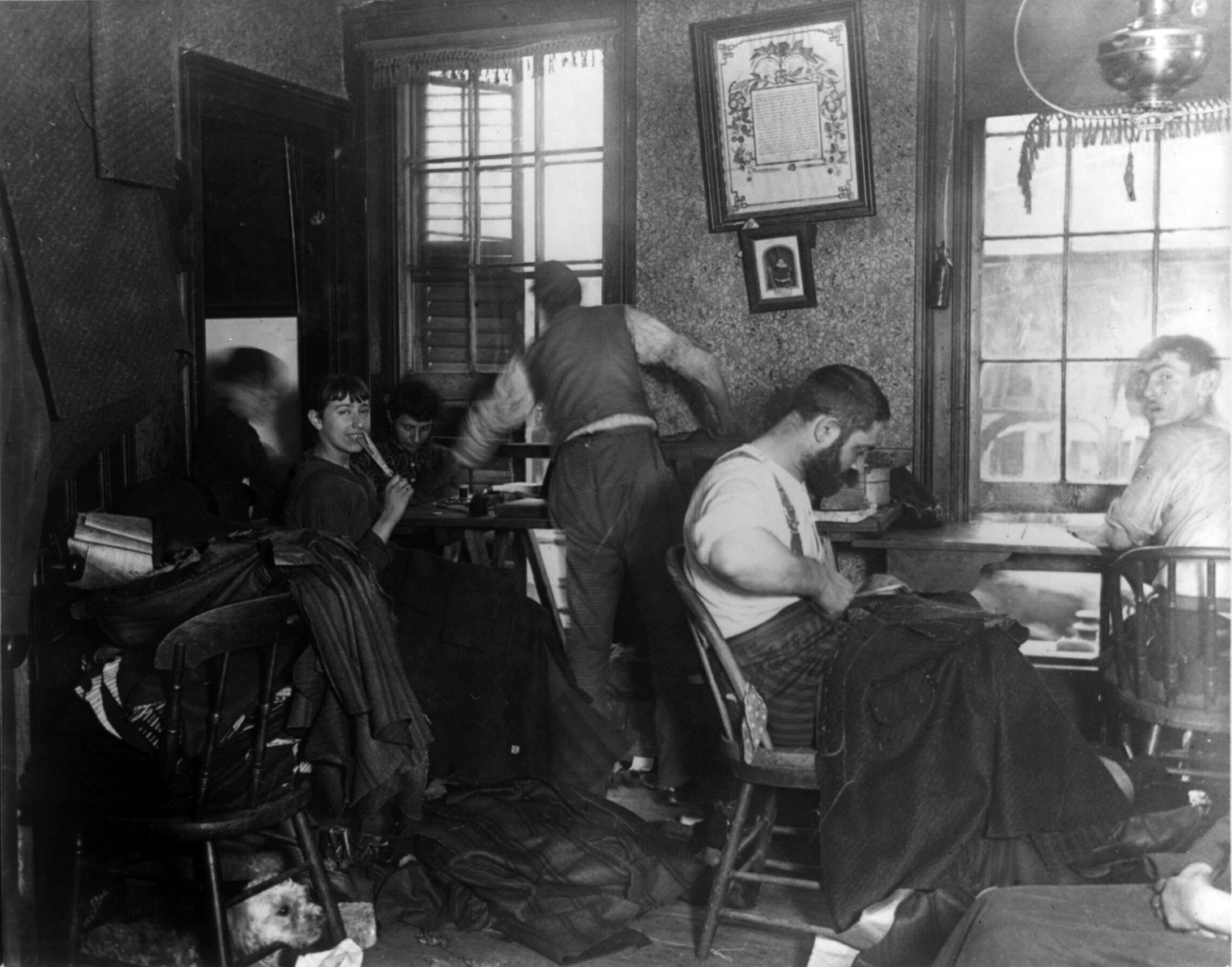
ニューヨークのビルの一角にあった搾取工場。1889年頃

搾取工場（さくしゅこうじょう 英:Sweatshop,sweat factory）は、非常に低賃金で社会的に容認しがたい違法な労働条件の作業場に対して使われる用語。欧米地域発祥の言葉であるため、外来語としてスウェットショップと表記される場合もある。
日本でいう「ブラック企業」に相当する言葉だが、この項目ではブルーカラーの肉体労働者を指す。
搾取工場の従業員は、残業手当や最低賃金を義務付ける法律に関係なく低賃金で長時間働いている場合があり、児童労働の法律にも抵触している場合がある。公正労働協会（略称：FLA）の『2006年度報告書』はFLA規範遵守について18カ国の工場を検査したものである。米国労働省の『2015 Findings on the Worst Forms of Child Labor（児童労働の最悪な形態に関する2015年結果報告）』では「18カ国が適正数の監査官について国際労働機関の勧告を満たしていなかった」ことが判明した。

## 歴史

### 19世紀から20世紀初頭
搾取工場ことスウェットショップとは、特に（当時の欧米における）アパレル産業の工場や作業場を指し、そこでは手工業の作業員が劣悪な状況や多くの健康リスクがある中で長時間にわたり非常に低賃金で雇用されていた。
歴史を通じて多くの職場は人で溢れかえり、賃金は低くて雇用安定がない。ただし、スウェットショップという概念は1830-1850年の間に初めて生じたもので、搾取者(sweater)と呼ばれる仲介業者が困難な状況下での衣装製作を他者に指示する特殊な形の作業場として始まった。仲介業者を指す「搾取者(sweater)」や出来高払いの下請け工程を指す「搾取方式(sweat system)」といった用語は、1850年に英国ロンドンの状況を記述したチャールズ・キングズリーの初期批評『Cheap Clothes and Nasty』などで使用されるようになった。この搾取方式（洋服仕立屋の下請け）のために作られた作業場がスウェットショップと呼ばれ、そこでは作業員が数人だけだったり、多いと300人以上収容している場合もあった。
1832年から1850年にかけて、（服飾下請けの）スウェットショップは農村部の貧困層を急成長している都市部へと招き入れ、移民たちをロンドンやニューヨーク市の衣料品地区に招き入れた。これらのスウェットショップは批判を受けた。労働団体の指導者らは、人が混雑して換気が悪く、火災やげっ歯類（による感染症等）の蔓延が発生しやすい点を挙げた。多くの場合、小さな借家部屋に沢山の作業員が詰め込まれていた。
1890年代、メルボルンで反搾取国民同盟 (National Anti-Sweating League) を自称する団体が結成され、賃金委員会を通じて最低賃金の運動を成し遂げた。同名の団体が1906年から英国で活動し、1909年の賃金委員会法 (Trade Boards Act 1909) が成立することになった。
1910年、これら作業員の状態を改善しようと国際婦人服労働組合が設立された。
服飾業種のスウェットショップ批判は、職場の安全規制および労働法を背景に大きな勢力となっていった。一部の報道記者が労働条件を変えるべく取り組むにつれて、「スウェットショップ」という用語が条件劣悪と考えられるもっと広い意味の作業場（いわゆる「搾取工場」）を指すようになった。米国では、スキャンダルを追及する調査報道記者がビジネス慣行の暴露記事を書き、先進的な政治家が新たな法律を求めるキャンペーンに出た。搾取工場の状況に関する著名な暴露作品には、ジェイコブ・リースのドキュメンタリー写真集 『向こう半分の人々の暮らし：19世紀末ニューヨークの移民下層社会』や、精肉産業を小説化して描いたアプトン・シンクレアの著書『ジャングル』などがある。

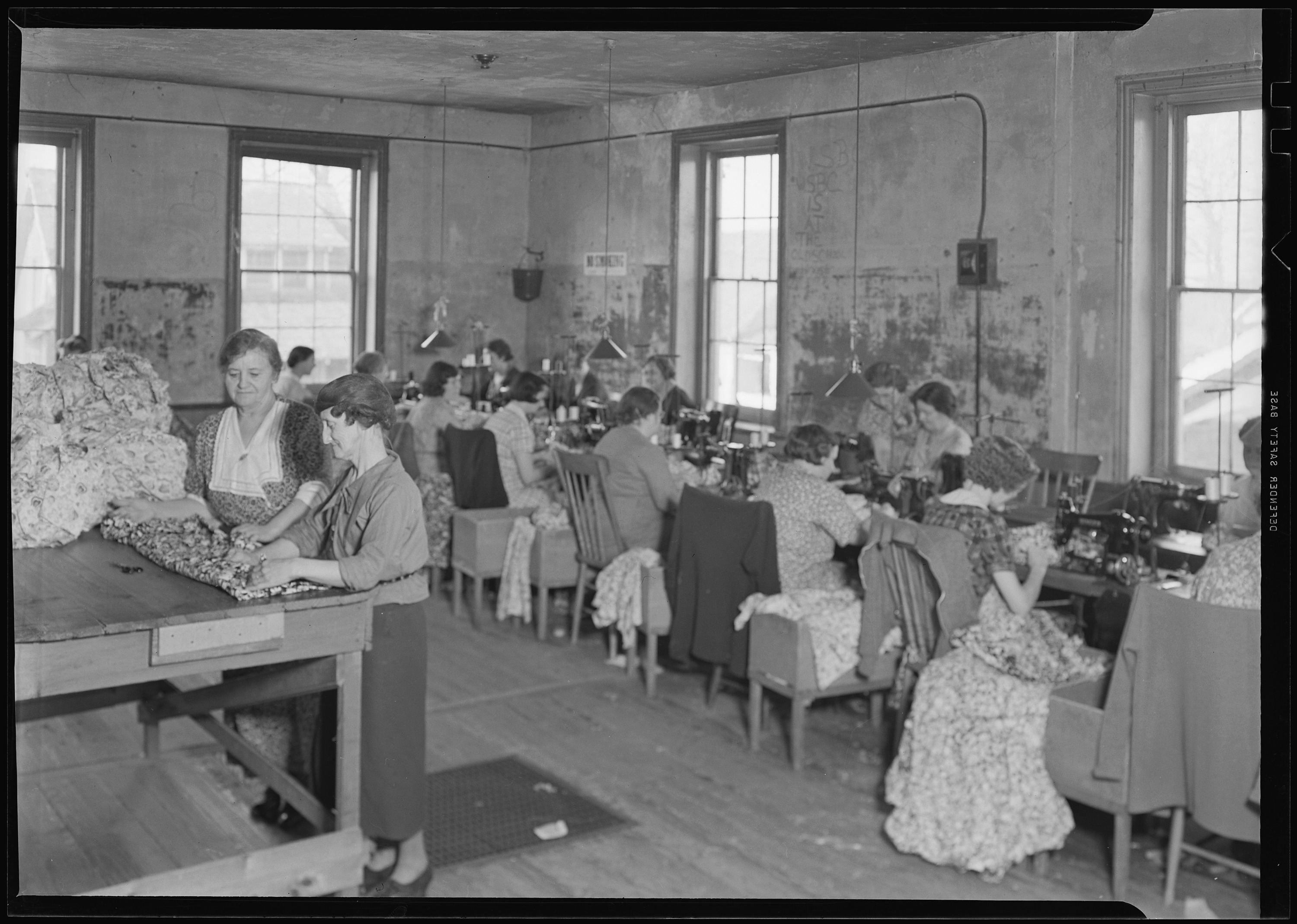
ルイス・ヒーンは、公共事業促進局の全米調査事業(National Research Project,1937)としてニュージャージー州の洋服工場で作業員を撮影した際、劣悪な労働条件を指摘した。

1911年、ニューヨーク市のトライアングル・シャツウェスト工場火災によって搾取工場に対する否定的な社会認識に拍車がかかった。この当時と場所の重要な役割は、ロウアー・イースト・サイドの借家が連なった歴史地区にある博物館 (Lower East Side Tenement Museum) に記録されている。先進国においては、労働組合、最低賃金法、火災安全基準、労働法がスウェットショップ（当初の服飾業下請けという意味）を稀なものにしたが、それが排除されたわけではなく、途上国にある工場でこの用語がますます関わることとなった。

### 20世紀後半から現在
1994年発行の報告書にて、米国の政府監査院は「搾取工場(sweatshop)」の定義を「最低賃金や時間外労働、児童労働、家内残業、労働安全衛生、労働者補償、業界登録を規定する労働関連の連邦法または州法に1つ以上違反する雇用主」とした上で、米国にはまだ数千の搾取工場があることが判明したと述べた。この近年の定義は、仲介者や物品生産の役割といった歴史的区分を排除して、先進国の作業場の法的基準に焦点を当てるものとなっている。
搾取工場はまた人身売買に関わっていることもあり、作業員が雇用の説明同意なしに騙されて働くことになった場合や、彼らが借金の束縛とか精神的強迫によって仕事を続けている場合、労働力が子供または教育を受けていない農村部の貧困層から引き抜かれた場合などは、いずれもその可能性が高い。搾取工場は職場安全や環境への実効法律がない場所にあることも多いため、先進国で容認されるよりも高い頻度で従業員や環境を傷つけている場合もあるという。刑務作業施設（囚人を雇うもの）が、搾取工場の枠内に入れられている場合もある。
多くの場合、搾取工場の状況は特に一般的な西洋的観点で囚人労働と似ている。2014年、台湾でアップル社製品の製造請負を行っていたペガトロン（和碩聯合科技）の工場の1つで「作業員を守れなかった」ことがスクープ記事になった。忙殺された作業員が時間シフト中に眠りに落ちる様子が撮影され、ある覆面記者は18日連続で働かなければならなかった。問題となった搾取工場の運営には、女性労働者への強制的な妊娠検査や監督者からの威嚇に耐え忍ぶような特徴があった。従業員が強制労働の状態になってからは、たとえ1日分の作業報告がされなかっただけでも、大部分が即座に解雇される。これらの労働条件は、過去に工場内で自殺騒動の原因となったこともある。従業員の自殺者数が増加したことで知られる中国の搾取工場は敷地全体にわたって自殺防止ネットを設置しており、過労でストレスが溜まった従業員が飛び降り死するのを防いでいる。

## 搾取工場の労働を利用している業界
H&M、ナイキ、アディダス、ユニクロといった世界的に有名なファッションブランドは、いずれも搾取工場の使用で批判されている。2015年、香港では日本のファストファッションブランドであるユニクロに対して搾取工場反対の抗議者がデモ行進した。日本の搾取工場反対組織「ヒューマンライツ・ナウ」と共に、香港の労働団体SACOM（大學師生監察無良企業行動）は中国にあるユニクロ付加価値工場の「過酷で危険な」労働条件に抗議した。SACOMによって公表された報告書によると、ユニクロの卸売業者は「組織的に労働を過少支払いし、過剰な時間働くことを強制され、下水まみれの床、換気不良、うだるような温度を含む安全でない労働条件にさらされた」と告発された。2016年のClean Clothes Campaign（欧州にあるアパレル業界最大の労働組合,CCC）によると、バングラデシュにあるH&Mの戦略卸売業が危険な労働環境で、労働者への重要な設備および適切な火災非常口が不足していると報告された。
ドイツのスポーツウェア大手アディダスは、2000年にインドネシアの搾取工場で批判され、過少支払い、残業、身体的虐待、児童労働で告発された。もう一つのスポーツウェア大手ナイキは、搾取工場に反対する学生組合 (United Students Against Sweatshops) 主催でボストン、ワシントンD.C.、バンガロール、サンペドロスーラにて開催された度重なる抗議デモに直面した。彼らは、ベトナムにあるナイキの契約工場にいる労働者が「摂氏32度を超える温度」で賃金の盗難、言葉の侮蔑、過酷な労働条件に苦しんでいると主張した。
1990年代より、ナイキは搾取工場および児童労働を採用していると報じられた。事態を打開する取り組みにもかかわらず、ナイキのイメージは過去20年間この問題の影響を受けている。1996年、ナイキは労働者の生活改善を目的とした独立部門を設立した。1999年に公正労働協会(FLA)へと改名され、企業、人権団体、労働組合の代表者を含む非政府組織として、労働権の監視と管理に取り組んでいる。不道徳というブランドイメージを改善するため、ナイキは2001年より持続可能ビジネス報告書を年1回発表し、2005年からは企業の社会的責任報告書（これも年1回継続的）で、その確約、基準、監査について言及している。過去数十年のファッション業界では依然として似たような話が伝え聞かれている。

## 促進要因

### ファストファッション
「ファストファッション」と呼ばれる流行が、搾取工場の台頭に拍車をかけている。ファストファッションとは「小売業者がリアルタイムで販売傾向を見極めることで行う、迅速な再注文と新規注文」を指す。増えていく顧客需要を満たすべく急変するファッショントレンドに追いつくため、これらファストファッションのブランドはそれに応じて対処し、生産を手配する必要がある。 生産や保管のコストを削減するため、彼らは常に短期間で注文を生み出すことが可能なより安い労働力を探している。このことが合理的な支払いの出ない不当な長時間労働に作業員が苦しむ結果を生じさせている。2015年のドキュメンタリー作品『ザ・トゥルー・コスト』は、搾取工場が小売業者にかかる圧力を工場の所有者（最終的には作業員）に渡すことでその圧力を軽減していると主張する。

### 政権腐敗と不十分な労働保護法
途上国における政権腐敗と不十分な労働保護法もまた被雇用者が苦しむ要因となっている。弱い法執行機関がこれら発展途上国に投資する資本家を招き寄せており、このことは搾取工場の出現につながる深刻な問題にもなっている。合理的な法的制限がなければ、資本家はファッション製造工場を低コストで設立可能である。トランスペアレンシー・インターナショナルの2012年報告によると、発展途上国の政府は汚職と弱い法執行機関のため現地の工場に安全基準を施行できないことも多いという。これらの弱点が、作業員に対して危険な労働条件の提示を搾取工場に許している。2016年の腐敗認識指数を参照すると、バングラデシュ、ベトナム、インド、パキスタン、中国など腐敗リスクの高い国では、国内で稼働している安全でない衣料品工場が多数あると報告されている。
アラブ首長国連邦など一部の地域では、政府やメディアが全体像を示していない。例えばドバイの労働収容所は労働者のための適切な条件を設けておらず、仮に彼らが抗議しても、それが外国人であれば強制送還させることができる。

### 低い教育水準
これらの労働者は反撃して自らの労働権を守るべきだと示唆されているが、発展途上国にいる労働者の多くは教育水準が低いため、自身の権利について無知である。ユネスコ統計研究所の2016年調査報告によると、これら搾取工場の大部分は教育水準の低い国に設置されている。従業員の大部分が賃金や想定労働条件に関する自身の権利について知らず、そのため団体交渉（ストライキや順法闘争など）を通じて労働権のために戦う能力がない、と述べている2004年の研究もある。彼らの無知が、労働条件を自分で改善することを困難にしている。

## 影響

### 児童労働
児童労働は、搾取工場がもたらす最も深刻な影響の1つである。国際労働機関(ILO)の2013年調査によると 、2億5000万人以上の子どもが雇用されており、うち1億7000万人が発展途上国の繊維および衣料品産業に従事している。生計を稼ごうと期待して、バングラデシュやインドといった国々の少女の多くは低賃金で長時間働くことも厭わないと、Stop Child Labourの役員は語っている。大半のファッション製造チェーンは熟練の低い労働力を採用しており、児童労働は成人労働者よりも管理しやすく、綿摘みなど特定の仕事に関しては子供の方が適していることすらあり、代わりがきかず脆弱なので搾取工場では特に問題となる。

### 環境汚染
搾取工場による影響を受けるのは労働者だけでなく近隣環境も同様で、ファッション業界の生産コストを削減するため発展途上国で設定された緩い環境法を通じて影響を受けている。衣料品製造は依然として世界で最も汚染の多い産業の一つである。にもかかわらず、途上国の環境は未処理の廃棄物によって深く汚染されたままとなっている。バングラデシュのブリガンガ川は2019年時点でも汚染が深刻で、2013年調査時は近隣の革なめし加工所が毎日150立方メートルを超える液体廃棄物を排出しているため川の色が黒く、生物学的に死んだものと発表されている。ブリガンガ川は入浴、灌漑、交通の源泉であるため、地元の人々の日常生活は著しい影響を受けている。なめし加工所にいる労働者の多くは、有毒化学物質に長い間曝されているため、重篤な皮膚疾患に苦しんでいる。工場が適切な換気設備を設置していないため、このような地域では空気が非常に汚染されている。労働者の人権だけでなく生活環境にも害を及ぼすため、搾取工場は環境問題にもなっている。

## 反対運動

### 歴史

#### 19世紀から20世紀初頭
最初期の搾取工場批評家の幾人かは、もともと財産奴隷制に反対する際に集まった19世紀の奴隷制度廃止運動に見られ、廃止論者の多くが奴隷制と搾取工場仕事に類似点を見いだしていた。1794年(フランス)から1865年(アメリカ合衆国)にかけて工業国では奴隷制度が相次いで非合法化されたため、一部の廃止論者は搾取工場を含む他の形態の過酷な労働を含むものにまで奴隷制反対の概念を拡張しようと試みた。それが起きたことで、奴隷貿易(1807)と奴隷所有権(1833)が違法とされた後に、搾取工場に対処する最初の重要な法律(1833年の工場法)がイギリスで可決された。
最終的には廃止運動は分裂した。一部の提唱者は労働組合やマルクス主義者や社会主義政治団体（あるいは革新主義運動とスキャンダル追及者）と共に労働条件に焦点を当てて共通原因を見いだした。他の人々は、植民地時代の世界における奴隷貿易および意に反する使役 (Involuntary servitude) に焦点を当てた。奴隷制度に焦点を当てたままの団体にとって、搾取工場が論争の主な対象の一つとなった。経済の複数部門にわたる作業所が搾取工場に分類された。しかし、奴隷制度を構成するものについては根本的な哲学的見解の相違があった。搾取工場の状況に合意することができず、国際連盟や国際連合と協力する廃止論者は、最終的には奴隷制度を定義する取り組みから後退し、代わりに奴隷制共通の先駆けとなる人身売買に焦点を当てた。
労働条件に焦点を当てた人々にはフリードリヒ・エンゲルスがおり、1844年の著書『イギリスにおける労働者階級の状態』が彼の共著者カール・マルクスから命名されたマルクス主義運動を触発することになる。英国では1833年に初めて実効性のある工場法が導入され、労働時間と児童労働の使用を制限することで労働者の状況を改善するのに役立った。しかし、これは繊維工場にのみ適用されたものだった。その後、同法は他の産業工場に保護を拡大したが、1867年までは小規模な作業所の従業員に対して同様の保護がなく、1891年まで職場が住み家となっている場合（搾取工場に多いケース）の法制を効果的に施行することができずにいた。1919年に国際労働機関(ILO)が国際連盟の下で結成され、後に国際連合が世界中の労働者の窮状に対処しようとした。進歩主義時代 (アメリカ合衆国)にスキャンダル追及の報道記者達によって記述された労働条件への懸念は、新たな労働者権利法の可決に至り、最終的にニューディール政策中に可決された1938年の公正労働基準法をもたらす結果となった。

#### 20世紀後半から現在
1997年2月4日、米国ノースオルムステッド (オハイオ州)の市長エド・ボイルは、搾取工場の状況下で作られたあらゆる商品（この定義には政治犯や収監された犯罪者によって作られた商品含む）について行政府の購入、レンタル、委託を禁止する最初の法律を導入した。デトロイト、ニューヨーク、サンフランシスコなど他のアメリカの都市でも同様の法律が可決された。
海外の衣料品工場や履物工場は、労働権を提唱する搾取工場反対運動の要望が大きいため、労働条件を徐々に改善している。海外の搾取工場は巨大な圧力を受けている。搾取工場の反対者や大学生のおかげで、ナイキやGAPのような強大企業の一部とつながった同工場の労働条件等では児童労働の削減が合意されており、そうした工場を監視する団体によると、危険で有毒な化学物質の使用を制限したり、週80時間働く従業員の平均率が下がっている。労働擁護者は、このことが低賃金で評価も低く危険な環境で働いているアジアおよびラテンアメリカの工場にいる労働者の40年後の大きな転換点になった可能性がある、と発言している。
近年では、最低賃金の引き上げなど、政府の働きかけを通じて搾取工場を根絶する動きが見られる。労働法の緩さ、人口の増加、最低賃金の低さから搾取工場の拠点として知られる中国では、2018年末までに10省で最低賃金を約7%引き上げる設定がなされた。またバングラデシュのラナ・プラザの崩壊事故後の2013年に、より厳しい労働法を施行したこの政府も同様である。しかし、ソーシャルメディアの台頭ほど搾取工場反対運動に有益な行動は存在しない。ソーシャルメディアは、企業が何をしているのかどんな事をしているのかを即時に無料で幅広い視聴者に配布できるようにした。このプラットフォームは、企業の製造手法についての流出映像、引用や統計、何十万ものリツイートやいいね!、写真共有などを検閲なく消費者に広めることを可能にし、それゆえ各ブランドは生産慣行での更なる透明性と倫理性を余儀なくされている。これは、労働者が非人道的に扱われる搾取工場でブランド製品が製造されていることを記録するスマートフォンを持った傍観者によって、ブランドの評判が完全に破壊されかねないためである。
ただし、ソーシャルメディアは搾取工場や非倫理的な生産慣行を利用するブランドを暴露するのに役立つだけでなく、搾取工場反対運動の意識を高めようとしている企業が迅速かつ効率的に自分達のメッセージを広めることも可能にしている。例えば、2017年5月のMama CashとClean Clothes Campaign（どちらも搾取工場廃絶に向けて活動し、持続可能で倫理的なアパレル慣行の世界を創出しようとしている組織）が協力してWomen Power Fashionという期間限定の模擬施設を造った。このイベントはアムステルダムで行われ、消費者は搾取工場のように見えたり感じるよう設計された部屋に座ったり、1時間でネクタイ100本を製造（現代の搾取工場で働く女性に期待されていることの代名詞）させられたりが体験可能である。この模擬施設では消費者が実際に限られた時間での搾取工場労働者の生活を体験できるようになっており、そのことが彼らをますます同情させる原因となった。模擬施設の外には、衣料品製造プロセスの透明性を高めるようブランドを説得するために消費者が署名できる請願書があった。このキャンペーンは急速に拡散し、搾取工場反対運動ならびにMama CashとClean Clothes Campaignの活動に興味を持つ方向へと相当なバズ（拡散希望の書き込み）が作られた。

### 主な反対組織
- 国際労働機関(ILO)- 国連の専門機関

#### アジア圏
- フリー・ザ・チルドレン・ジャパン- カナダにあるフリー・ザ・チルドレン(FTC)の日本支部
- ヒューマンライツ・ナウ- 搾取工場問題ほか各種人権問題に取り組んでいる、日本に拠点を置く非政府組織
- アジア・モニター・リソース・センター- アジア太平洋地域における民主的な労働運動の促進に焦点を当てた団体
- 中國勞工通訊- 中国の労働問題を報じる非政府組織
- 女工關懷- 中国移民の働く女性を支援し、権限を与える非政府組織
- 全球化監察- 香港に拠点を置く非営利団体で、グローバル化の悪影響を啓蒙している
- 香港基督教工業委員會- 労働者に権限を与え、政策の番犬として行動し、独立した労働組合運動を促進している
- No Sweat Shop Label and Homeworkers Code of Practice- オーストラリアにある搾取工場の状況を無くすための企業行動規範
- Thai Labour Campaign- タイの労働争議、労働者権利運動、労働法といった全てを取り扱う
- Transnationals Information Exchange- バングラデシュ、タイ、インドネシアにおける衣服労働者の闘争に関する情報発信
- Women's Agenda for Change- カンボジアの女性に権限を与える草の根活動

#### 欧米圏
- Clean Clothes Campaign- 国際的な労働組合である非政府組織
- フリー・ザ・チルドレン-児童労働を止めさせる取り組みや啓蒙活動を行うカナダの組織。必要に応じて子供たちを救済
- グローバル・エクスチェンジ-1988年設立の国際人権機関で、社会的、経済的、環境的な正義の啓発に勤しむ
- グリーン・アメリカ- 米国に拠点を置く会員組織
- Institute for Global Labour and Human Rights（世界の労働人権研究所）- エルサルバドルおよび中米で、搾取工場および米国政府の政策と戦うために設立
- International Labor Rights Fund（国際労働権基金）
- Maquila Solidarity Network- カナダの搾取工場反対ネットワーク
- No Sweat- イギリスの団体
- ラグマーク-  インド、パキスタン、ネパールにいる元児童労働者のためのリハビリセンター
- United Students Against Sweatshops- 米国とカナダの学生団体
- Unite Here-   労働者のため更に高い基準の達成に尽力する、米国とカナダに拠点を置く労働組合
- Worker Rights Consortium- 米国でアパレル製造する作業従事者の権利保護に焦点を当てた労働権団体

### スウェットショップフリー
スウェットショップフリーとは、自社製品を作る衣料品作業者に対して無理強いをしておらず(coercion-free)、公正な報酬(fair-compensation)を渡しているという意味でファッションブランドのアメリカンアパレル社が作った造語である。同社は、従業員が連邦最低賃金の平均2倍の収入を稼いでいると主張している。従業員は健康保険から補助金つきの交通、食事、現地の診療所が使えるなどの福利厚生を享受している。10年近く同社の広告に何度も登場し、米国の衣料品業界では一般的な用語となっている。

## グローバリゼーションと搾取工場の影響に関する議論

### 批判側

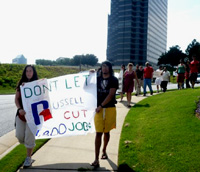
抗議のデモ行進をする学生団体(United Students Against Sweatshops)

近年では、多国籍企業が海外進出してコストを削減して利益を増やす工程で企業のグローバル化に反対する反グローバリゼーション運動が起きている。搾取工場反対運動は反グローバリゼーション運動と多くの共通点がある。どちらも搾取工場を有害と考えており、搾取工場を利用していると多くの企業（ウォルト・ディズニー・カンパニー、GAP、ナイキなど）を非難している。これら運動の一部はネオリベラリズムのグローバリゼーションが搾取システムと同類だと非難し、多国籍企業が製造コストを更に下げようと低賃金国から別の低賃金国に高飛びするので「底辺への競争」が起こりやすくなっており、これは搾取仲介業者(sweaters)が最も低コストの下請け業者へと生産を切り替えていったのと同じ方法だと論じている。
様々な団体が、現在の搾取工場反対運動を支援または実行している。National Labor Committee(現:Institute for Global Labour and Human Rights)が搾取工場を主流メディアに持ち込んだのは1990年代、ウォルマート製品の衣類を縫うのに搾取工場と児童労働の利用があったとキャシー・リー・ギフォードによる暴露がされた時だった。United Students Against Sweatshopsは大学構内で精力的である。International Labor Rights Fundは、中国、ニカラグア、スワジランド、インドネシア、バングラデシュの労働者を代表してウォルマートを相手に訴訟を起こし、同社の行動規範に従っている間は満たすことが不可能な（特に価格と配達時間に関する）買取り方針を故意に作ったことを告発した。AFL-CIOなどの労働組合は、発展途上国の労働者と米国労働者の福祉の双方に対する懸念から、搾取工場反対運動を支援している。
社会批評家は、搾取工場の作業員が作るのはTシャツ、靴、おもちゃ等のありふれた商品であることが多いにもかかわらず、多くの場合その製品を買うための十分なお金を稼いでいないと不平を訴えている。2003年、ホンジュラスの衣料品工場の従業員には、ショーン・ジョンの50ドルのトレーナーにつき0.24ドル、長袖Tシャツ1枚につき0.15ドル、半袖シャツ1枚につき5セントと、小売価格の1%の半分にも満たない額が支払われた。国際的な生活費を比較しても、ホンジュラスの従業員が長袖のTシャツで稼いだ0.15ドルは、購買力で米国における0.50ドルと等しかった。人件費が安い国では、アメリカの店舗で50ドル以上の小売り額となるブラジャーが5-7ドルの価格で販売されている。2006年時点で、インドにいる服飾作業員の女性は1日あたり約2.20ドルを稼いだ。 
反グローバリゼーション支持者は、高い貯蓄、発展途上国における設備投資の増加、輸出の多様化、貿易港としての地位、を搾取工場ではなく経済的成功の理由として挙げ、搾取工場が生活水準と賃金を低下させている場所として「アジア四小龍」の事例を数多く挙げている。より良い給料の仕事、設備投資の増加、資源の国内所有権、が搾取工場よりもサブサハラアフリカの経済を改善するだろうと彼らは考えている。彼らは、より裕福なサハラ以南の国々（モーリシャスなど）における強力な製造業輸出セクターを開発している良好な労働基準を指摘している。
反グローバリゼーション組織は、これら施設の一部従業員によって得られる僅かな収入が、利益率を高める目的の賃金引下げや同施設が作業員の日々の経費よりも少ない支払いをする等の負のコストよりも重要なのだと主張している。彼らはまた、搾取工場に税制優遇措置を与えた貿易自由化以前は、現地の仕事がより高い賃金を提供していケースも散見されたという事実を指摘した。さらに彼らは、搾取工場の仕事が必ずしも必然のものとは限らないと主張する。エリック・トゥーサンは、1982年の国際的な債務危機が発展途上国の経済に損害を与える前の1945-1980年までは発展途上国の生活の質が実際には高くて、IMFと世界銀行が組織した「構造調整」がそれを変えるきっかけだったと主張し、組合結成された仕事は全体的に搾取工場の仕事よりも多くを支払うと、以下の事例を挙げている。
「メキシコで米国企業のために生産する労働者の研究の幾つかは有益である。シウダード・アクニャにある米国アルミニウム企業の工場作業員は週に21.44-24.60ドルを稼いでいるが、基本的な食費を一週間まとめた額は26.87ドルである。メキシコのGM従業員は30分の仕事でリンゴを1ポンド(453g)買うのに十分な収入を得ているが、米国のGM従業員は5分で同じくらいの収入を得ている。」
搾取工場に批判的な人達は「自由貿易協定」が本当の自由貿易を促進するとは考えず、地場産業との競争から多国籍企業を保護しようと模索していると信じ込んでいる。自由貿易は関税や参入障壁の削減のみを伴うべきで、多国籍企業は現地の環境法や労働法からの免責を模索するのではなく事業したい国の法律の範囲内で活動すべきだ、と彼らは考えている。これらの状況が、自然な工業化や経済発展ではなく搾取工場を増やすことになると彼らは考えている。
中国など一部の国では、これら施設が従業員の賃金を保留することも珍しくない。 
香港の労働団体によると、何らかのサービスと引き換えに賃金を制限する管理者によって最大3億6,500万ドルが保留され、あるいは一切支払われない。
さらに、搾取工場を擁護する西側の人々は西側政府によって敵または敵対的とみなされる国の搾取工場の労働条件に不平を言いつつ、一方で依然として輸出を喜んで消費しながらその品質に文句を言うダブルスタンダードを見せる、と反グローバリゼーションの支持者は主張している。彼らは、多国籍企業の仕事が国際的な労働法や環境法、西洋で行うビジネスと同じく最低賃金基準に従って運営することが期待されて然るべきだと主張する。
労働歴史家のエリック・ルーミスは、金メッキ時代に米国の労働者が直面した状況が発展途上国（欧米企業が搾取工場の労働を利用している場所）で再現されている、と主張している。特に、1911年ニューヨークでのトライアングルシャツウエスト工場火災と、2013年バングラデシュでのラナプラザ崩壊を比較している。前者は最終的に職場の安全だけでなく、最低賃金、八時間労働制、労災補償、社会保障、大気汚染防止法、浄水法に関する改革も推進する政治活動に国民を奮い立たせた、と彼は主張する。米国企業は、そうした保護が存在しない発展途上国に生産を移すことで対応した。ルーミスは以下のように説明する。
そこで2013年にバングラデシュのラナプラザで1100人超の労働者が死亡した時、それはトライアングル火災と同じ産業で、アパレル企業はトライアングル火災みたいに職務責任を回避するため同様の生産下請けシステムを備え、同じく若くて貧しい女性の強制労働力、同じタイプの残酷な上司、そしてトライアングル火災と同じく酷い作業場の安全基準を備えていた。違いとしては、我々の大半がバングラデシュを地図上で見つけることさえできないことである。この生産と消費の分離は、自分達の行動について消費者から責任を負わされることをまさに回避するための、企業による意図的な動向である。そして、それは非常に効果的である。

### 賛同側
1997年、経済学者のジェフリー・サックスは「私の懸念は搾取工場が多すぎるのではなく、少なすぎることだ」と発言した。サックスおよび自由貿易や国際資本動向の支持者は、比較優位の経済理論を引用して、国際貿易が長期に渡れば全ての当事者をより良くさせることになると主張している。この理論は、発展途上国が先進国よりも「より良い」ことをする(この場合、彼らは低料金で同じ仕事をする)ことで状態を改善するという見解である。先進国もまた、自国の労働者がより良くなる仕事に移ることが可能なので、より良くなる筈である。これらは一般的に発展途上国で得ることが非常に難しいレベルの教育と訓練を伴う仕事である、と一部の経済学者は述べている。そのためサックスなどの経済学者は、発展途上国がそれ以外の工場や仕事を得ると言う。一部の人はこの状況が起こるのは発展途上国が賃金を引き上げようとする時で、なぜなら搾取工場にはより歓迎される新たな国に移っていく傾向があるからだと言う。このことは、国家が投資を失うことを恐れて、しばしば搾取工場の労働者の賃金を上げようとせずにGDPを押し上げる状況をもたらす。しかし、これは世界中で平均賃金が着実に増加することを意味しているに過ぎない。国民は、その労働力の現在の市場価格よりも高い賃金を要求した場合、見捨てられるだけである。
搾取工場の労働条件について尋ねられた時、賃金や労働条件が先進国の水準よりも劣っているように見える場合もあるが、実際には発展途上国の人々が以前持っていたものよりも改善されていると支持側は言う。そのような工場での仕事が労働者の生活水準を向上させていないなら、搾取工場ができた時に労働者達は仕事を引き受けなかった筈だとも述べられている。また、工業先進地域とは異なり、搾取工場が高給の仕事を奪っていない点もしばしば指摘される。むしろ多くの場合、搾取工場は自給自足農業や他の肉体的重労働を改善しており、失業による売春やゴミ漁りや飢餓でさえもしばしば改善に至っている。
搾取工場によって提供される仕事機会が無くなることは、急速な栄養失調や飢餓につながる可能性がある。1990年代に米国で児童労働抑止法 (Child Labor Deterrence Act) が導入された後、アジアで推定5万人の子どもたちが衣料品業界の仕事から解雇され、その多くが「砕石業、路上の違法販売、売春」などの仕事に頼った。ユニセフの『世界子供白書1997』では、これらの代替仕事は「衣服の生産よりも危険で搾取的」であることが判明した。ノーベル賞を獲った経済学者ポール・クルーグマンが1997年の記事で述べているように「貧しい国で製造業が成長するにつれて、それは一般の人々に利益をもたらす波及効果を生み出す。土地への圧力は緩和して、農村賃金は上昇する。 都市部居住の失業者集団は仕事の減少を常に懸念しており、そこで工場は労働者のために互いに競争し始め、都市賃金も上昇し始める。いずれ平均賃金は、米国での最低賃金の仕事に匹敵するレベルまで這いあがってくる。」
市場経済学の支持者である作家ヨハン・ノルベリは皮肉を指摘する。
（搾取工場批判者は）その労働水準を理由に我々はベトナムみたいな国から買うべきではないと言うが、これは全く間違っています。彼らが言っていることは「気付けよ、お前は俺達と貿易するには貧しすぎるんだ。だから、俺達はお前と貿易しないってことだ。お前が俺達くらい豊かになるまで、俺達はお前の商品を買うつもりがないぞ」です。それは全くの逆方向です。これらの国は商品を輸出することができなければ豊かになれないでしょう。
児童労働や労働者の権利侵害の報告に対する重圧的な対応（広範囲のボイコットなど）が、仮にその正味の効果が雇用慣行を改革するのではなく卸売業者との契約を単に排除していまうとしたら、逆効果にもなりかねない。2005年のクリスチャン・サイエンス・モニター紙の記事は「例えば、キャシー・リー・ギフォードの暴いたホンジュラスにある悪名高い搾取工場のスキャンダル現場では、平均的なアパレル従業員は1日あたり13.10ドルを稼いでいて、同国の人口の44%はいまだ1日あたり2ドル未満で生活している。[中略]カンボジア、ハイチ、ニカラグア、ホンジュラスで、搾取工場だと非難されている企業が支払った平均賃金は、同国経済の平均所得の2倍以上である」と述べている。1990年代に事例が3つ文書化されているが、豊かな国の搾取工場反対活動家は貧困国における児童売春の増加を引き起こしたようである。バングラデシュでは、ドイツ企業が運営する複数の搾取工場が閉鎖されてバングラデシュの子供たちが失業し、その一部が売春婦として働いたり、犯罪に転じたり、餓死したりした。パキスタンでは、ナイキやリーボックその他企業が運営するものを含む搾取工場が幾つか閉鎖され、これもパキスタンの子供たちの一部が売春婦に転じる原因となった。ネパールでは、絨毯製造企業が幾つかの搾取工場を閉鎖して、何千人ものネパール人少女が売春に転じる結果となった。
米国労働省による1996年のアパレル業界における企業行動規範の調査は、国際的に認められた労働規範違反の発見時にボイコットや契約解除ではなく、アパレル業界の労働規範を監視する企業行動規範（ただし、作業員の参加があり雇用主が従う基準の知識を含む効果的な監視がなされる場合）が児童労働および児童搾取を無くすためのより効果的な方法だと結論付けた。
ほぼ間違いなく、米国は児童労働と労働者団体への弾圧が蔓延する独自の工業化時期に同様のプロセスを経験した。Gale Opposing Viewpoints in Contextの記事によると、搾取工場は産業革命時期に米国で流行した。それら工場の労働条件や賃金は非常に乏しかったが、同工場で新たな仕事が出現してくるにつれて、人々は農場の厳しい生活を脱却してこれら工場で働くようになり、生来は農業的だった経済がこの工業化を機に製造業のそれへと移り変わっていった。しかし、この新たな工業化経済時期に工場作業員がより良い賃金と労働条件を要求し始めたことで、労働運動が平均所得水準を上昇させる原動力となった。多くの争議を通じて十分な富が生まれ、大規模な中産階級が出現し始めた。労働者と提唱者は団結権を含む労働基本権を打ち立てることに成功し、賃金、残業手当、健康保険、退職年金などの条件を交渉することが可能になった。そして最終的には、最低賃金基準、差別、セクハラ保護などの法的保護を達成することとなった。さらに、1970年に労働安全衛生法(OSHA)の可決により、議会が職場における最低限の安全基準を保証する事前設定をおこなった。これらの発展はアメリカ人の労働環境を改善することには成功したが、その経済成長や人々が富を蓄積して貧困から抜け出せるようになったのは搾取工場を介して起こったものである。
これとは対照的に、発展途上国における同様の取り組みは、中国やベトナムといった共産主義国家における腐敗と民主主義の欠如、ラテンアメリカにおける労働者恫喝や殺人、そして発展途上国全体にはびこる腐敗のため、同じ結果を生み出していない。国際労働機関の多くの研究で示されているように、これらの障壁がその各国労働者のための似たような法的保護の成立を妨げている。にもかかわらず、これら状況に抗議するボイコット手法は、雇用喪失が貧困レベルを相対的に悪化させるため、劣悪な労働条件下での雇用も厭わず受け入れている労働者を傷つけてしまう可能性が高い。2001年11月のBBCの記事によると、過去2か月間にバングラデシュでは10万人の搾取工場労働者が仕事を延期された。その労働者らは自分達の仕事を維持するべく、貿易障壁を廃止するため自分達の代表として米国政府に陳情活動するよう自国政府に請願した。 
搾取工場の擁護者は、搾取工場があることで恩恵を受けた近年の国々の例として、香港、シンガポール、韓国、台湾を挙げている。これらの国々では、労働権や安全でなく搾取的な労働条件に反対する労働者の権利を保護促進するための立法や規制の枠組みが存在し、団体交渉や結社の自由などの労働権と国家経済成長との間に体系的な関係は研究で示されていない。
搾取工場反対運動の大きな問題は、搾取工場の閉鎖によって場所を追われた労働者の運命にある。搾取工場産業を脱出した後でも、労働者には自分自身とその家族を維持するための仕事が必要である。例えば、世界で最低賃金の最も低い国バングラデシュでは、月額68ドルのラナプラザ（プライマーク、JCペニー、ジョーフレッシュ、ベネトンといった小売業者向けの衣料品工場を運用していた有名な搾取工場）が構造的に健全でなかったため崩落した。事件後、多くの労働者がその場所を去ってラナプラザが閉鎖されただけでなく、同国政府は法令に従っていなかったために閉鎖された多くの工場に安全チェックを要求した。これ自体は肯定的な結末のようにも見えるが、労働者の多くはその後仕事に就くことができず自分達の家族を養育することができなくなってしまった。バングラデシュの衣料品産業には280億ドルの価値があり、1億6000万人以上の人々を雇用している。搾取工場反対運動を通じてその工場を閉鎖したことで多くの人達が生計を失っており、従って本当に倫理的であろうとするなら、搾取工場反対運動は搾取工場が閉鎖された後に失業した人達のための解決策を講じなくてはならないのである。